# Джессіка Ді Хамфріс
Джессіка Ді Хамфріс (англ. Jessica Dee Humphreys) — канадська письменниця, що спеціалізується на міжнародних гуманітарних та дитячих питаннях.

## Освіта
Хамфріс здобула ступінь бакалавра мистецтв з відзнакою з англійської літератури та лінгвістики в Університеті Торонто та ступінь магістра мистецтв з англійської літератури в Університеті Квінз в Канаді. Потім проходила стажування у Фонді розвитку ООН для жінок у Нью-Йорку.

## Кар'єра
Джессіка Хамфріс написала дві книжки для дітей «Дитина-солдат: коли хлопчиків та дівчаток використовують на війні» та «Міжнародний день дівчаток: святкування дівчаток у всьому світі» (передмова Рони Амброуз).
Вона також є співавторкою трьох книжок разом із Ромео Даллером: «Мир»  «В очікуванні першого променя сонця. Моя тривала боротьба з ПТСР» та «Вони борються, як солдати, вони помирають, як діти.
Крім того, Хамфріс написала розділи до кількох книжок, писала книжки для інших авторів і була постійною авторкою газети «Toronto Star» з 2020 по 2023 рік.

## Нагороди та визнання
Хамфріс висували на здобуття премії Forest of Reading Асоціації бібліотек Онтаріо 2022 року й вона здобула почесну премію Skipping Stones 2021 року. 2017 року вона отримала нагороду Red Maple Award від Асоціації бібліотек Онтаріо (Ontario Library Association) в межах програми Forest of Reading за найкращу дитячу нон-фікшн книжку. Також стала лауреаткою Best Bet for Junior Non-Fiction (2015) від тієї ж організації, Skipping Stones Honour Award (2016), відзнаки «Honour Book» (2016) від Children’s Literature Roundtable of Canada, крім того, отримала схвальні рецензії з позначкою «відмінно» у виданнях School Library Journal та Quill and Quire. Її роботи були номіновані на премію Айснера 2016 року у категорії «Найкраще видання для дітей», премію Норми Флек за канадську дитячу нехудожню літературу 2016 року , звання «Книжка року для дітей» від Канадської бібліотечної асоціації 2016 року, премію Джо Шустера (Joe Shuster Dragon Award), дитячу читацьку нагороду Hackmatack Children's Choice Book Award 2016-2017, а також увійшли до списків «Чудовий графічний роман для підлітків 2016 року» від YALSA, «Видатна дитяча книжка 2016 року» від Американської бібліотечної асоціації та нагорода Golden Oak award (2017) за найкращу нон-фікшн книжку в межах програми Forest of Reading. Її книжка «В очікуванні першого світла» увійшла до довгого списку премії Тейлора за літературний нон-фікшн та до конкурсу  Canada Reads від CBC. Крім того, її роботи потрапили до списку найкращих книжок за версією National Post (2016) та Globe and Mail (100 найкращих нехудожніх книжок, 2010).

## Публікації
- «Мир», Random House, Канада, 2024
- Врятувати планету: Провідні екологи (автор), New Federation House 2023
- В очікуванні першого світла, Random House Canada, 2016
- Дитина-солдат, Kids Can Press, 2015
- Трьом і більше (внесок), Praeclarus Press, 2014
- Вони воюють, як солдати, вони вмирають, як діти, Vintage Canada, 2010
- Міжнародний день дівчаток: святкування дівчаток у всьому світі (Передмова Рони Амброуз), Kids Can Press 2020

## Переклади українською
2024 року у видавництві «Портал» вийшов український переклад книжки «В очікуванні першого променя сонця. Моя тривала боротьба з ПТСР» Джессіки Ді Хамфріс у співавторстві з Ромео Даллером. Перекладачка — Галина Чуба.